# Daulala
Daulala (Dau lala, Daulalan) ist eine osttimoresische Aldeia im Suco Fahiria (Verwaltungsamt Aileu, Gemeinde Aileu). 2015 lebten in der Aldeia 243 Menschen.

## Geographie
Daulala bildet die Nordspitze des Sucos Fahiria und erinnert auf der Landkarte in seiner Form an den Buchstaben „C“. Südlich stellt ein schmaler Streifen durch die Aldeia Fatubuti die Verbindung zum restlichen Suco dar. Im Westen und Norden grenzt Daulala an den Suco Saboria, im Nordosten an den Suco Fahisoi, im Osten an den Suco Maumeta (beide Verwaltungsamt Remexio) und im Südosten an den Suco Fahisoi (Verwaltungsamt Lequidoe).
In der südlichen Spitze des „Cs“ liegt das Dorf Daulala mit dem Sitz der Aldeia.

## Politik
2023 wurde Paulino Castro zum Chefe de Aldeia gewählt.